# 1. pr. Kr.
◄ | 2. stoljeće pr. Kr. | 1. stoljeće pr. Kr. | 1. stoljeće | ►
◄ | 30-ih pr. Kr. | 20-ih pr. Kr. | 10-ih pr. Kr. | 0-ih pr. Kr. | 0-ih | 10-ih | 20-ih | ►
◄◄ | ◄ | 4. pr. Kr. | 3. pr. Kr. | 2. pr. Kr. | 1 pr. Kr. | 1. | 2. | 3. | ► | ►►
Astronomija • Kršćanstvo

## Smrti
- Herod I. Veliki, prema nekim tumačenjima Josipa Flavija. Ipak, Josip Flavije je spomenuo i pomrčinu neposredno prije Herodove smrti, a koju je Johannes Kepler datirao u 4. godinu prije Krista.